# Bakotsu

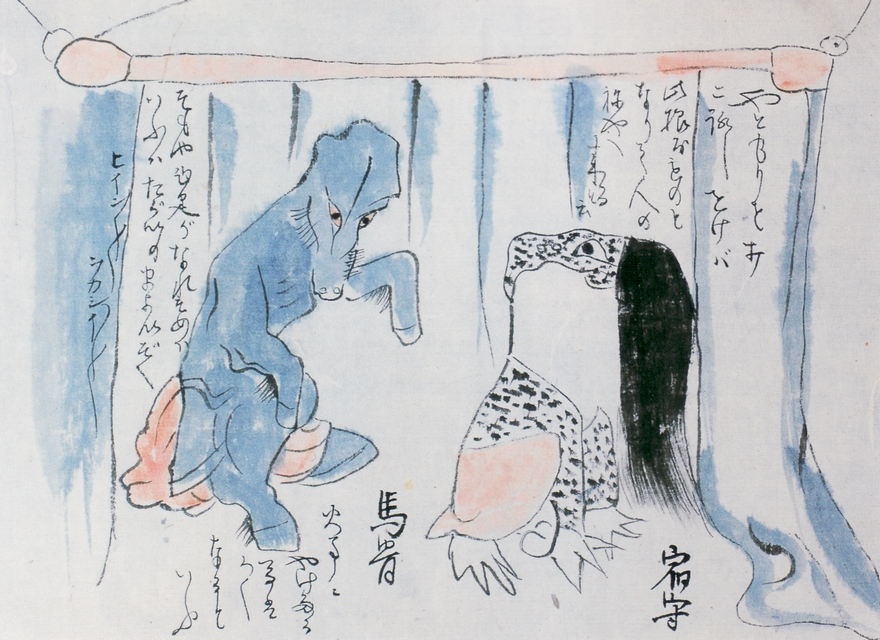
Bakotsu e Yadomori da Tosa Obake Zōshi.

Il Bakotsu (馬骨?, lett. "osso di cavallo") è uno dei 16 yōkai raffigurati nel Tosa Obake Zōshi, uno yōkai emaki, disegnato durante il periodo Edo.
Questo yōkai-cavallo è raffigurato di fronte a un yōkai-rospo chiamato "Yadomori" (宿守?) all'interno di una zanzariera appesa in casa, si dice sia lo spirito di un cavallo perito in un incendio.

## Descrizione
Durante il periodo Edo, le candele di bassa qualità ed economiche fatte con il grasso estratto dalle ossa di cavallo venivano chiamate anche "ossa di cavallo".
Ci sono molte superstizioni in tutto il Giappone secondo cui porta sfortuna se muoiono i propri cavalli e bovini in un incendio, e si dice che la famiglia non prospererà (Prefettura di Yamaguchi), o che il cavallo maledirà la famiglia per sette generazioni (Prefettura di Shizuoka, Prefettura di Yamanashi, Prefettura di Aichi, Prefettura di Fukui). Nella regione di Tōhoku e in altre aree, si dice che "i cavalli sono animali che temono il fuoco" e che se vedono il fuoco durante un incendio, non saranno in grado di muoversi.
Si pensava anche che il combustibile utilizzato dalle kitsune per accendere il loro fuoco fossero ossa di cavallo.